# مرقيون السينوبي
مَرْقِيُونُ السينُوبِيُّ أو البُنْطُسِيُّ 140–160 مـ، هو ابن أسقف سينوب في إقليم بُنْطُسَ (على شاطئ البحر الأسود). تأثر بالأفكار الغنوصية بعد أن أصبح غنياً فحرمه والده من الكنيسة، فخرج من سينوب وطاف آسيا الصغرى حتى روما التي منح كنيستها هدية مادية قيمة، ونشر تعاليمه وتجمع حوله الكثير من الأتباع فكانت كنيسته الغنوصية أكثر عدداً من جميع الكنائس الغنوصية السورية، وكان معاصرًا لباسيليدس. وبحسب طرطليانوس فقد بدأ مرقيون مسيرته كمسيحي أرثوذكسي – أيًا ما كان معنى ذلك في تلك المرحلة الأولى من بَسْط العقيدة المسيحية – لكنه سرعان ما صاغ مذهبًا مميزًا وجذريًا أدَّى إلى إلقاء الحرمان عليه من قبل كنيسة روما في تموز 144 م، وهو التاريخ التقليدي لتأسيس الكنيسة المرقيونية (طرطليانوس، ضد مرقيون، 1.1؛ راجع: كورت رودلف، الغنوص، 1984، صـ 314).
جاء إلى رومة حوالي السنة 140 معلّم غنوصي أصلة من البنطس واسمه مرقيون. فعلّم نظامًا ثنائيًا يعارض فيه العهدان الواحدُ الآخر. رذل مرقيون كلَّ أسفار العهد القديم واعتبرها من عمل العقل الخلاّق الشرّير ولم يحتفظ من العهد الجديد إلاّ بإنجيل لوقا بعد أن شوّهه، وبقسم من رسائل القدّيس بولس. حُرم سنة 144 وناقضه يوستينوس، ولكنّه ربح اتبّاعًا كثيرين سيحاربهم ترتليانس بعد نصف قرن في كتابه «ضد مرقيون» (دوِّن في نسخة أولى سنة 200، وثانية سنة 207، وثالثة سنة 211). هذا الكتاب هو المرجع الأساسيّ للتعرّف إلى «النقائض» التي نشرها المعلّم الهرطوقي ّ. أمّا ردّة الفعل على هذه المحاولة فكانت إجبار الأساقفة والمعلّمين المسيحيّين على وضع لائحة كاملة بكتبهم المقدّسة وإبعاد الأسفار المنحولة والمشبوهة.